# Богомаз, Алексей Лукич
Алексей Лукич Богомаз (7 ноября 1917, Екатеринослав, УНР — 13 ноября 1944, Будапешт) — командир 3-го стрелкового батальона 1050-го стрелкового Сталинского полка 301-й стрелковой Сталинской дивизии. Герой Советского Союза, старший лейтенант.

## Биография
Родился 7 ноября 1917 года в посёлке Нижнеднепровск (ныне в черте города Днепр) в семье рабочего. Украинец.
Окончив 7 классов работал на трубопрокатном заводе имени Карла Либкнехта сначала учеником токаря, затем токарем.
В 1937 году был призван в Красную армию и направлен в Военно-морской флот. Службу проходил в береговой артиллерии Тихоокеанского флота. Здесь встретил начало Великой Отечественной войны. В августе 1942 года с другими моряками-тихоокеанцами прибыл на защиту Сталинграда. В ноябре того же года был награждён орденом Красной Звезды, стал сержантом. В 1943 году стал офицером, командиром стрелкового взвода. В том же году вступил в ВКП(б). После Сталинграда с боями дошёл до Румынии, стал командиром батальона.
12 октября 1944 года батальон гвардии старшего лейтенанта Богомаза, действуя в составе танкового десанта, прорвал оборону противника в районе населённого пункта Луна-де-Сус (12 км западнее города Клуж-Напока, Румыния). Продолжая стремительное движение вперед, батальон с ходу занял город Хуздин. Гвардейцы за 3 суток с боями прошли 120 км, очистили от противника 26 крупных населенных пунктов, перерезали шоссейную дорогу Клуж - Орадя. В этих боях пехотинцы Богомаза истребили до 500 вражеских солдат и офицеров, взяли в плен около 2000, захватили 4 пушки, 14 автомашин, 3 мотоцикла и до 500 повозок, гружённых военным имуществом и вооружением и 2 склада с вооружением.
Погиб 13 ноября 1944 года в бою за город Будапешт.